# Edward Sheldon
Edward Sheldon, nato Edward Brewster Sheldon (Chicago, 4 febbraio 1886 – New York, 1º aprile 1946), è stato un commediografo statunitense i cui lavori teatrali vennero adattati numerose volte per lo schermo.

## Filmografia
- The Salvation Army Lass, regia di D.W. Griffith - cortometraggio (1909)
- The Nigger, regia di Edgar Lewis (1915)
- The High Road, regia di John W. Noble (1915)
- The Boss, regia di Émile Chautard (1915)
- Salvation Nell, regia di George E. Middleton (1915)
- A Coney Island Princess, regia di Dell Henderson (1916)
- The Call of Her People, regia di John W. Noble (1917)
- The Song of Songs, regia di Joseph Kaufman (1918)
- Romance, regia di Chester Withey (1920)
- Salvation Nell, regia di Kenneth S. Webb (1921)
- On the High Seas, regia di Irvin Willat (1922)
- Lily of the Dust, regia di Dimitri Buchowetzki (1924)
- Romanzo (Romance), regia di Clarence Brown (1930)
- Salvation Nell, regia di James Cruze (1931)
- Il cantico dei cantici (The Song of Songs), regia di Rouben Mamoulian (1933)
- Disonorata (Dishonored Lady), regia di Robert Stevenson (1947)
- Lulù Belle, regia di Leslie Fenton (1948)